# Renacimiento napolitano

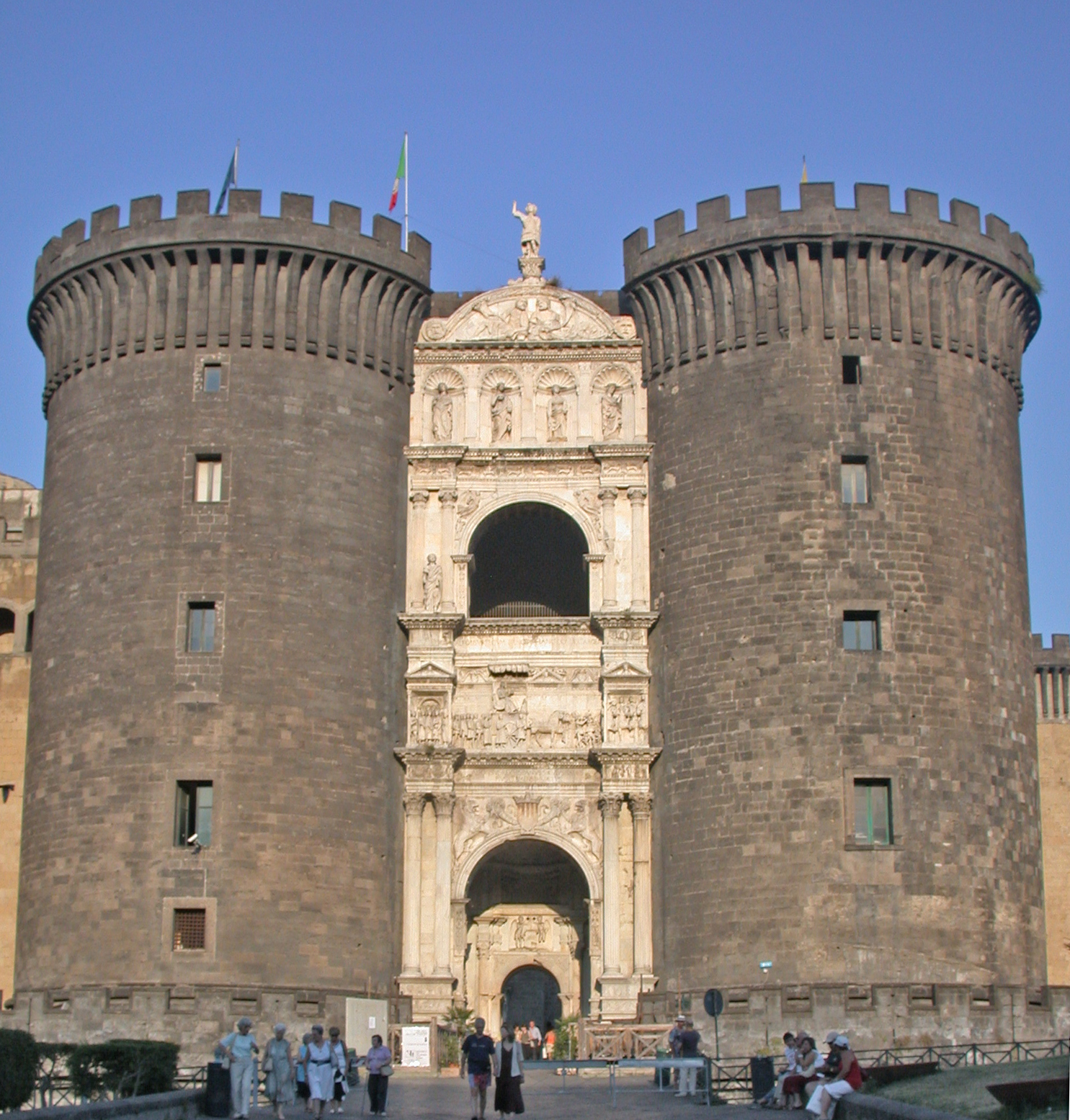
El arco de triunfo del Castel Nuovo de Alfonso de Aragón, primera obra arquitectónica de estilo renacentista de Nápoles.

El Renacimiento napolitano indica la variación del arte renacentista desarrollada en la ciudad italiana de Nápoles entre los siglos xv y xvi. En la arquitectura se caracterizó por un estilo exuberante y solemne, con un habitual recurso a las decoraciones en piperno y mármol blanco para las fachadas de los edificios religiosos y los palacios. El estilo renacentista fue sustituido en el siglo xvii con la llegada del barroco.

## El

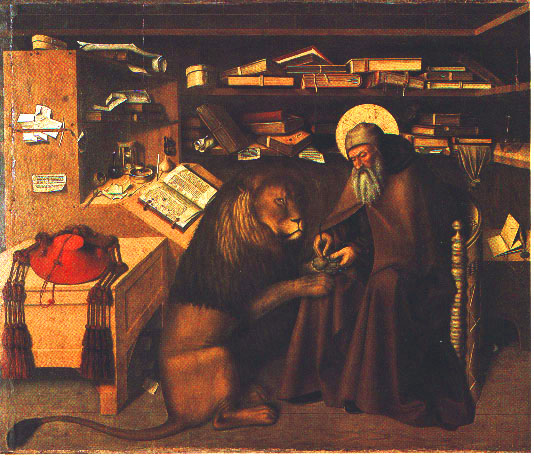
Colantonio, San Jerónimo en el estudio, Museo de Capodimonte, Nápoles.

## ElsigloXV

### La primera mitad
En la primera mitad del siglo xv, en Nápoles y en el resto del reino se pueden encontrar algunos ejemplos ilustres de arte renacentista, en su acepción vinculada a las influencias toscanas, como el monumento fúnebre del cardenal Rainaldo Brancaccio (1426-1428) en la iglesia de Sant'Angelo a Nilo, obra de Donatello y Michelozzo, o la capilla Caracciolo del Sole, en la iglesia de San Giovanni a Carbonara, en la que trabajaron Andrea Ciccione, Leonardo da Besozzo y entre los artistas locales el Perinetto.
Dominaron esencialmente la escena artística las influencias franco-flamencas, vinculadas a rutas políticas y comerciales. Los numerosos artistas extranjeros hicieron de la ciudad un punto de intercambio artístico, en el ámbito de la llamada «coyuntura norte-sur», es decir, la mezcla de estilos mediterráneos y flamencos que afectó a una amplia parte de la cuenca del Mediterráneo occidental, incluidas las regiones no costeras de tránsito, y que tuvo su epicentro precisamente en Nápoles. Esta feliz situación se manifestó ya desde el reinado de Renato de Anjou (1438-1442), que llevó a la ciudad su gusto de amplios horizontes culturales, que culminó en la actividad de Barthélemy d'Eyck.
El cambio político, con la llegada de Alfonso V de Aragón en 1444, hizo que se ampliara la red de intercambios culturales en el Mediterráneo, que los territorios napolitanos pasaran a tener intercambios muy estrechos con los otros territorios de la Corona aragonesa y que se llamara a la ciudad a artistas catalanes y españoles, entre los cuales destacó la presencia del maestro valenciano Jaume Baço, que estuvo en la ciudad varias veces desde 1442 hasta 1446. En esos mismos años fueron a la ciudad el maestro francés Jean Fouquet y el veronés Pisanello. El principal artista local de la primera mitad del siglo fue Colantonio, en cuyas obras manifiesta la capacidad de absorber y asimilar los diferentes lenguajes presentes en la ciudad: su San Jerónimo en el estudio (ca. 1444) muestra referencias a la pintura flamenca en la representación realista de los libros y los otros objetos que llenan los estantes, mientras que en la Entrega de la regla franciscana, posterior por poco (ca. 1445), se registra ya la influencia catalana, como demuestran el pavimento en vertical, las fisonomías expresivas y los pliegues rígidos y geométricos de la ropa.

### La segunda mitad

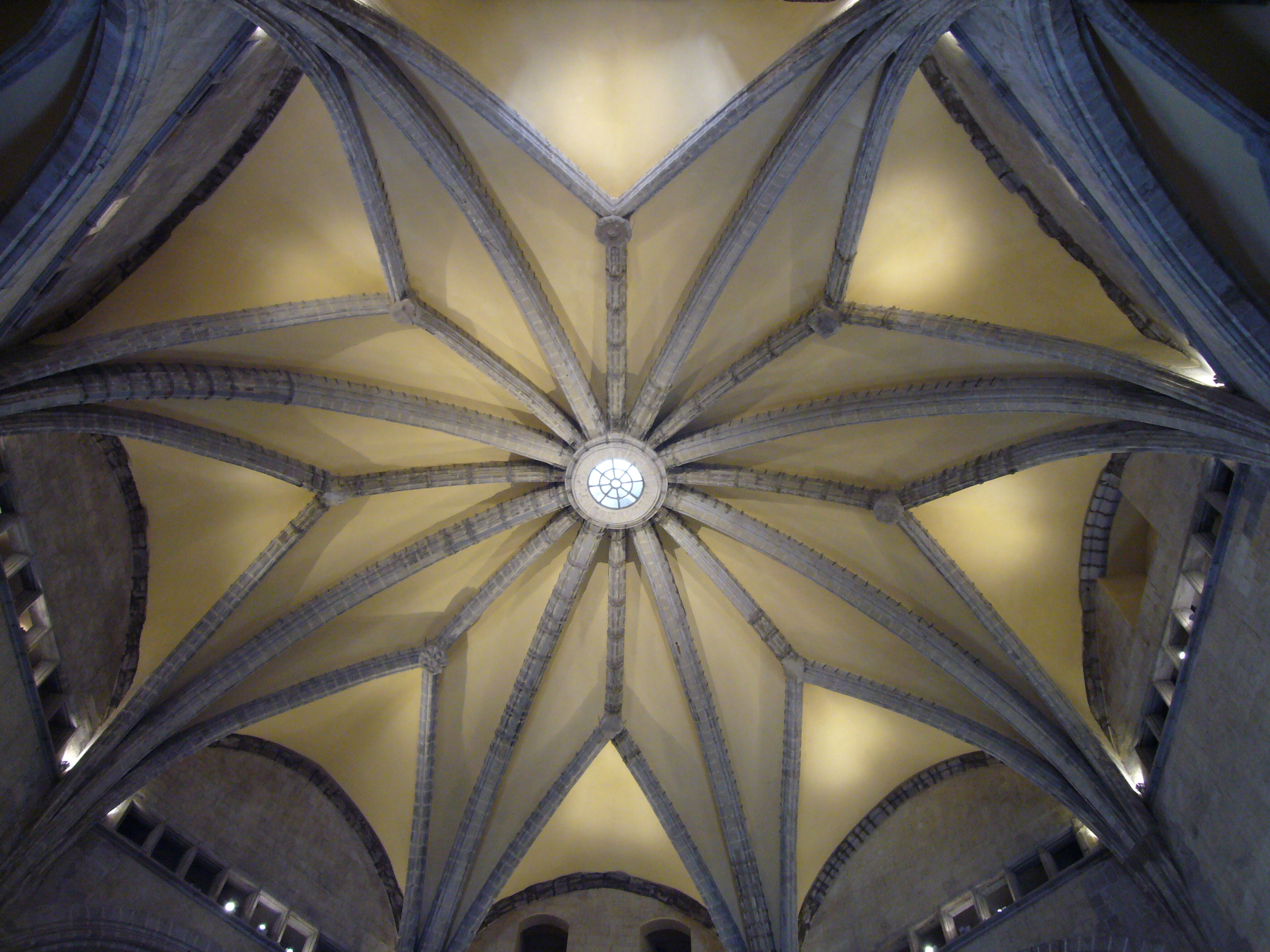
La bóveda de la Sala de los Barones del Castel Nuovo.

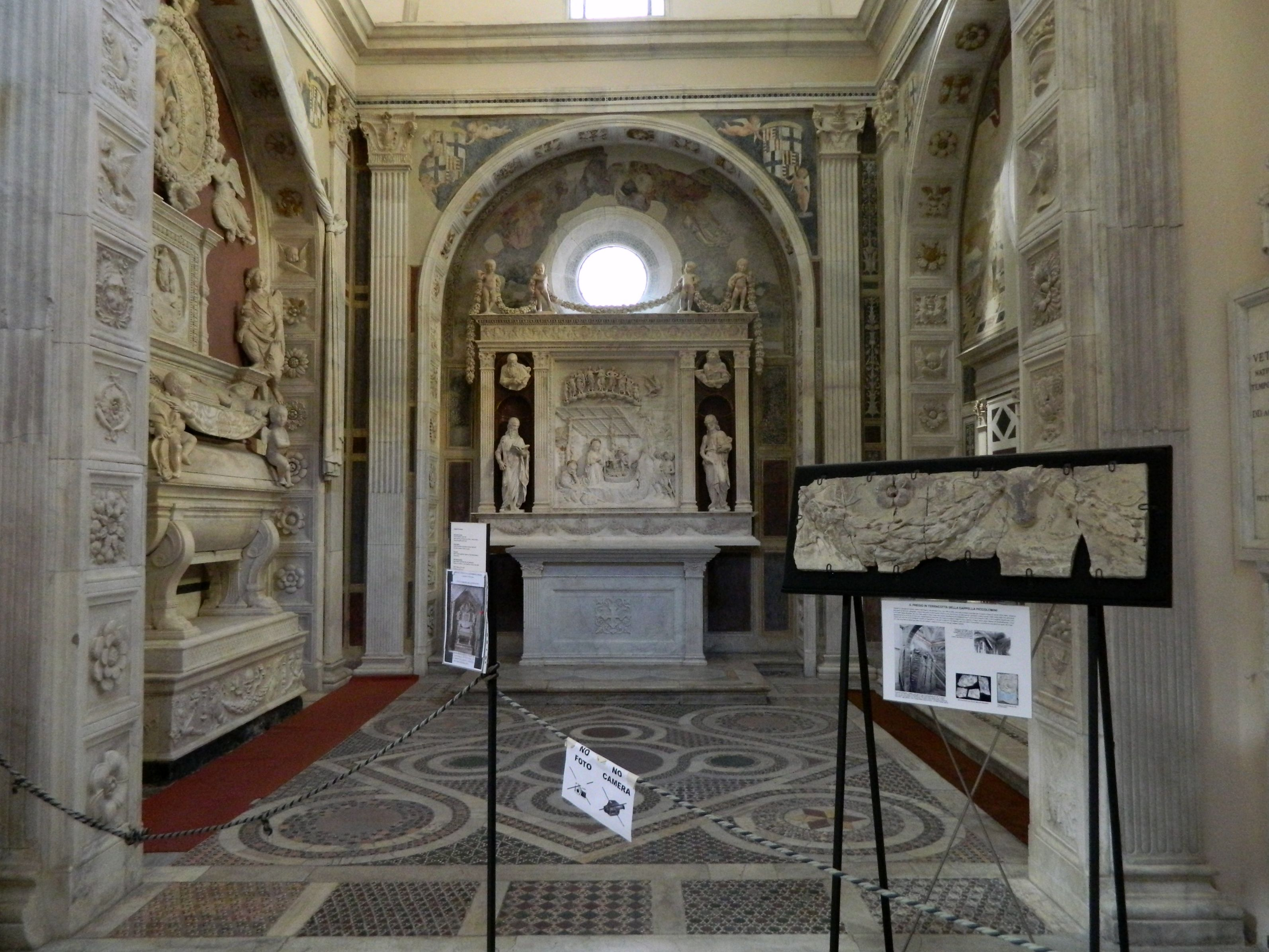
La Capilla Piccolomini.

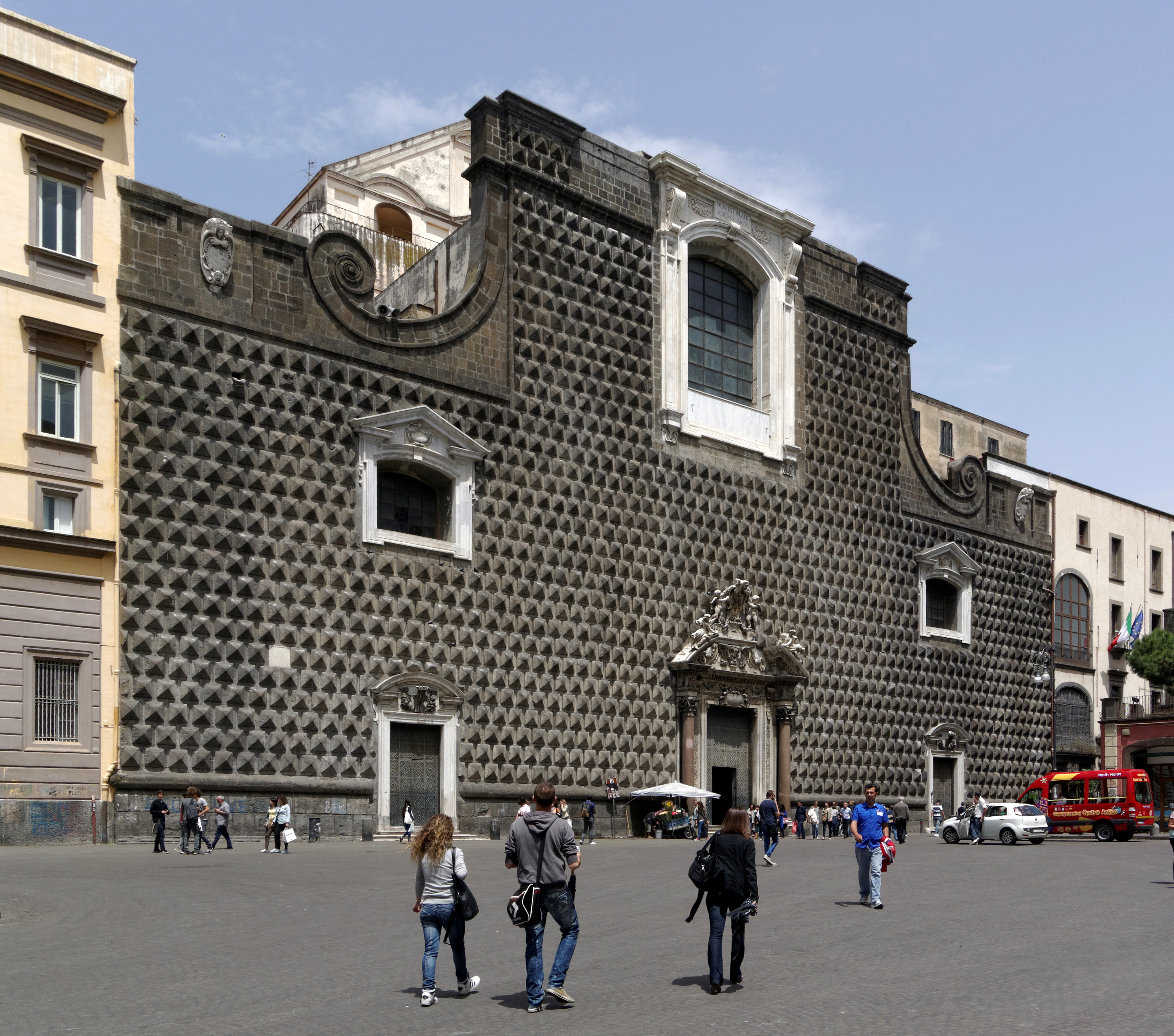
La fachada de la iglesia del Gesù Nuovo, antiguo Palazzo Sanseverino.

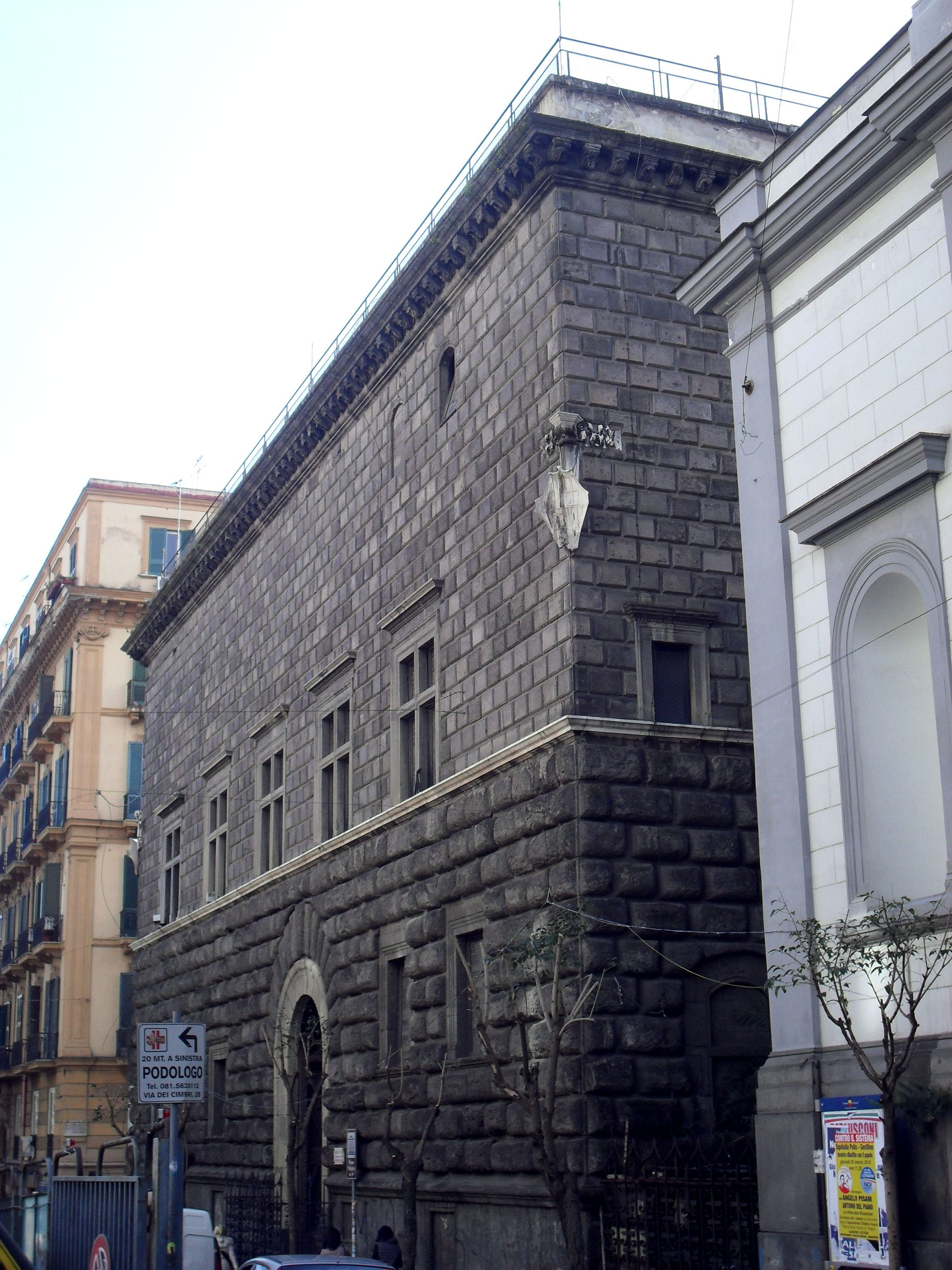
El Palazzo Como.

Entre los intereses del rey Alfonso también estaba el humanismo, como demuestra la presencia en la corte de famosos intelectuales como Panormita, Francesco Filelfo, Bartolomeo Facio y Lorenzo Valla, además de la importante biblioteca que reunió. El nuevo saber se mantuvo sin embargo confinado esencialmente a la corte, y se echó en falta por ejemplo más atención del soberano a la Universidad, que habría podido difundir la nueva cultura en el reino. La literatura tuvo un carácter predominantemente encomiástico.

#### Arquitectura
Los primeros encargos arquitectónicos fueron confiados a artistas españoles, todavía lejos de las nuevas problemáticas del Renacimiento, pero vinculados a diferentes orientaciones. La heterogeneidad de los encargos reales es evidente en la reconstrucción del Castel Nuovo, en la que desde 1451 trabajaron artistas ibéricos dirigidos por Guillem Sagrera, encargados de crear una residencia adecuada para el soberano y una fortaleza capaz de resistir a la artillería enemiga. El esquema general se basaba en la tradición gótica, depurada sin embargo de la excesiva decoración exaltando la claridad estructural. Por ejemplo, la Sala de los Barones no tiene espacios para la escultura, y las nervaduras de las bóvedas se hunden directamente en el espesor de las paredes, sin ménsulas ni capiteles colgantes. La clave de la bóveda es un óculo, que se encuentra también en sus construcciones en Mallorca.
En 1453, cuando el poder real ya podía considerarse sólido, Alfonso decidió dotar al castillo de una entrada monumental, inspirada en los arcos de triunfo romanos. El arco de triunfo del Castel Nuovo, proyectado quizá por una colaboración entre Francesco di Giorgio Martini, Luciano Laurana y Guillem Sagrera, está compuesto por dos arcos superpuestos, flanqueados por columnas geminadas y coronados por un tímpano curvilíneo. En el primer ático hay un friso que representa la entrada triunfal de Alfonso V en Nápoles, inspirado en los desfiles triunfales romanos, mientras que en el segundo hay cuatro hornacinas con estatuas. Esta estructura ejemplifica un uso muy libre del modelo clásico, subordinado a las exigencias conmemorativas.
Hacia finales del siglo, gracias a la alianza política con Lorenzo el Magnífico, se produjo una entrada directa de obras y artistas florentinos, que comportó una adopción más homogénea del estilo renacentista. Una importante obra de la época fue la iglesia de Sant'Anna dei Lombardi, donde trabajaron Antonio Rossellino y Benedetto da Maiano, quienes realizaron allí tres capillas (Piccolomini, Toledo y Mastroianni-Terranova). Era especialmente interesante la capilla Piccolomini, donde fue sepultada María de Aragón, por la reproposición de las formas de la florentina capilla del cardenal de Portugal, actualizadas sin embargo a un gusto más ostentoso, para complacer las exigencias de la clientela.
Giuliano da Maiano, hermano de Benedetto, trabajó en la defensa muraria de la ciudad con las puertas anexas, como la Porta Capuana y la Porta Nolana, y se atribuye a él el diseño del Palazzo Como, pero sobre todo destacó el proyecto de la residencia real de la Villa de Poggioreale, iniciada entre 1487 y 1490 y terminada por Francesco di Giorgio, que se puede considerar el punto de llegada de la progresiva conversión renacentista de la ciudad. Pese a que no se ha conservado hasta nuestros días, todavía podemos hacernos una idea de ella gracias a su reproducción en el tratado de Sebastiano Serlio y gracias a su fortuna crítica, que la hizo ejemplar para la arquitectura del siglo xvi. El edificio se caracterizaba por un diseño original con referencias antiguas adaptadas a las exigencias de la época. La tipología de base era la de una villa romana contaminada con las exigencias defensivas de un castillo medieval y con estancias estudiadas específicamente para la residencia, el ocio y la representación, unidas a las necesidades de las cortes de finales del siglo. De esto surgió un edificio de dimensiones contenidas con base cuadrangular, con cuatro cuerpos que sobresalían en las esquinas, parecidas a torres angulares, pero de altura igual que la del resto del inmueble. El cuerpo central estaba porticado tanto en el lado exterior como en el interior, donde se encontraba un patio hundido por cinco escalones, que recordaba a modelos antiguos como el teatro y los baños termales. El patio, según un modelo de Vitruvio, podía ser cubierto con un techo de madera para que fuera usado para fiestas y representaciones. 
Al mismo tiempo Giuliano inició también una escuela donde se formaron arquitectos que propugnaron el estilo renacentista en todo el reino, entre ellos Pietro y Ippolito del Donzello. En la obra de Poggioreale trabajó, en torno a 1490, también fray Giovanni Giocondo, al que se le atribuye, entre incertidumbres, la capilla Pontano en la Via dei Tribunali, que tiene el exterior dividido por pilastras corintias, y fue construida para el humanista napolitano Giovanni Pontano. En 1495 Carlos VIII de Francia invadió el reino y ocupó Nápoles temporalmente. A su partida se llevó con él, directamente de las obras de la villa de Poggioreale, a fray Giocondo y al jardinero Pacello da Mercogliano, que llevaron a la corte francesa la nueva concepción del jardín que estaba madurando en Italia, además de otros artesanos y artistas que trabajaban en Nápoles, entre ellos el escultor Guido Mazzoni, que contribuyeron a la difusión de la cultura clasicista italiana y al desarrollo del Renacimiento francés.
El resto del reino aragonés manifestó en cambio una concepción muy tradicionalista y atrasada sobre el arte, debido en parte a la estructura social, vinculada todavía al feudalismo, y a la falta de comunicación con la corte de la capital. El patio del Castillo de Fondi, por ejemplo, remodelado en 1436, muestra todavía formas góticas y españolas, que hacen que parezca un patio español. En Sicilia, tras el florecimiento artístico producido bajo los Anjou, hubo que esperar hasta finales del siglo xv para encontrar una interpretación local del Renacimiento, vinculada sobre todo a la arquitectura de Palermo, por obra de Matteo Carnelivari (iglesia de Santa Maria della Catena).

#### Urbanismo

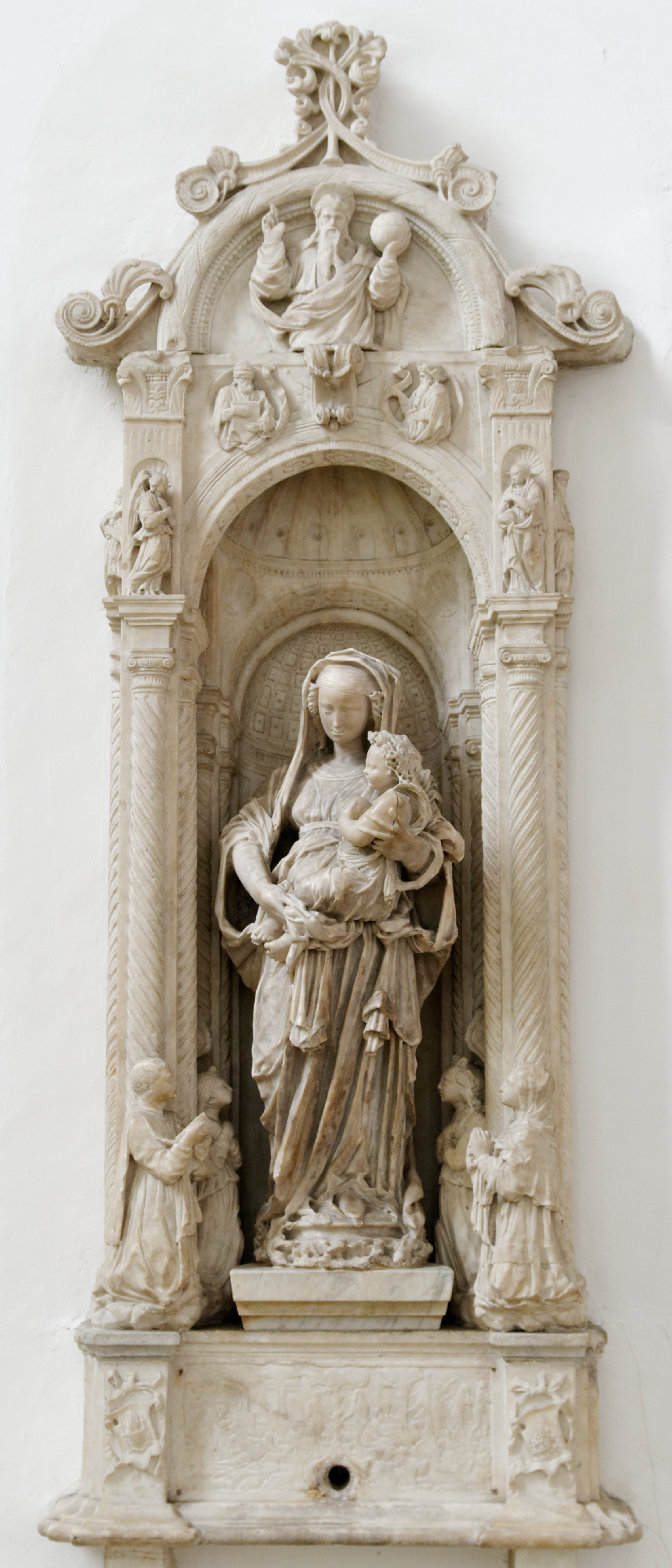
Domenico Gagini, Tabernáculo con la Virgen con el Niño (Museo Cívico del Castel Nuovo).

Alfonso II de Nápoles había programado para la ciudad un extenso plan urbanístico, que habría unificado las intervenciones aisladas de su predecesor, regularizando el trazado romano y limpiando las adiciones medievales. De este proyecto habría resultado una planimetría de las calles en damero, que habría hecho de Nápoles, según las intenciones de los promotores de la iniciativa, la «ciudad más limpia y ordenada de toda Europa». El plan no pudo ser realizado por la brevedad del reinado del soberano (1494-1495) y sus sucesores, presionados por la inestabilidad causada por las recurrentes revueltas señoriales, prefirieron dedicarse a las obras militares, ampliando la cinta de murallas, por iniciativa de Alfonso cuando era todavía duque de Calabria, y construyendo castillos en el territorio. Podemos imaginarnos el aspecto de Nápoles a finales del siglo gracias a la Tavola Strozzi (ca. 1472, Cartuja de San Martino), en la que puede verse la ciudad desde el mar completamente rodeada por murallas con torreones que unían las dos fortalezas del Castel Nuovo al oeste y Castelcarmine al este. Las puertas de la ciudad eran estrechamente funcionales para la defensa, con la excepción de la Porta Capuana, inspirada en un arco de triunfo, que conducía a Poggioreale.

#### Escultura
En la escultura el arco de triunfo del Castel Nuovo fue un episodio fundamental. En él trabajó un grupo heterogéneo de escultores, que fue la causa de la poca coherencia final del conjunto. A un primer equipo de artistas vinculados a los estilos catalanes y borgoñones lo sucedió otro más compuesto, en el que destacaban las personalidades de Domenico Gagini y Francesco Laurana, que tras el final de las obras se quedaron durante mucho tiempo en el reino. Gaggini fue el fundador de una auténtica dinastía artística, activa sobre todo en Sicilia, donde fundió las ideas locales con la riqueza decorativa de matriz lombarda; Laurana por su parte se especializó en formas más sintéticas, sobre todo en los retratos de sugerente y fluida belleza, que fueron su especialidad más apreciada. Por ejemplo, en el Retrato de Eleonora de Aragón (1468, Palermo, Palazzo Abatellis), el rostro tiene una forma estereométrica, que transfigura los datos fisonómicos.
Entre sus obras en Nápoles, puntos clave del Renacimiento local, se recuerdan las dos Virgen en el trono con el Niño de Laurana, una para la iglesia de Sant'Agostino alla Zecca, realizada durante la primera estancia en Nápoles del artista, y la otra, esculpida durante su segunda estancia en la ciudad, para la capilla palatina del Castel Nuovo. Son de Gagini, por su parte, dos Tabernáculos con la Virgen y el Niño para la capilla palatina, y una escultura del mismo tema para la basílica de la Santissima Annunziata Maggiore.

#### Pintura

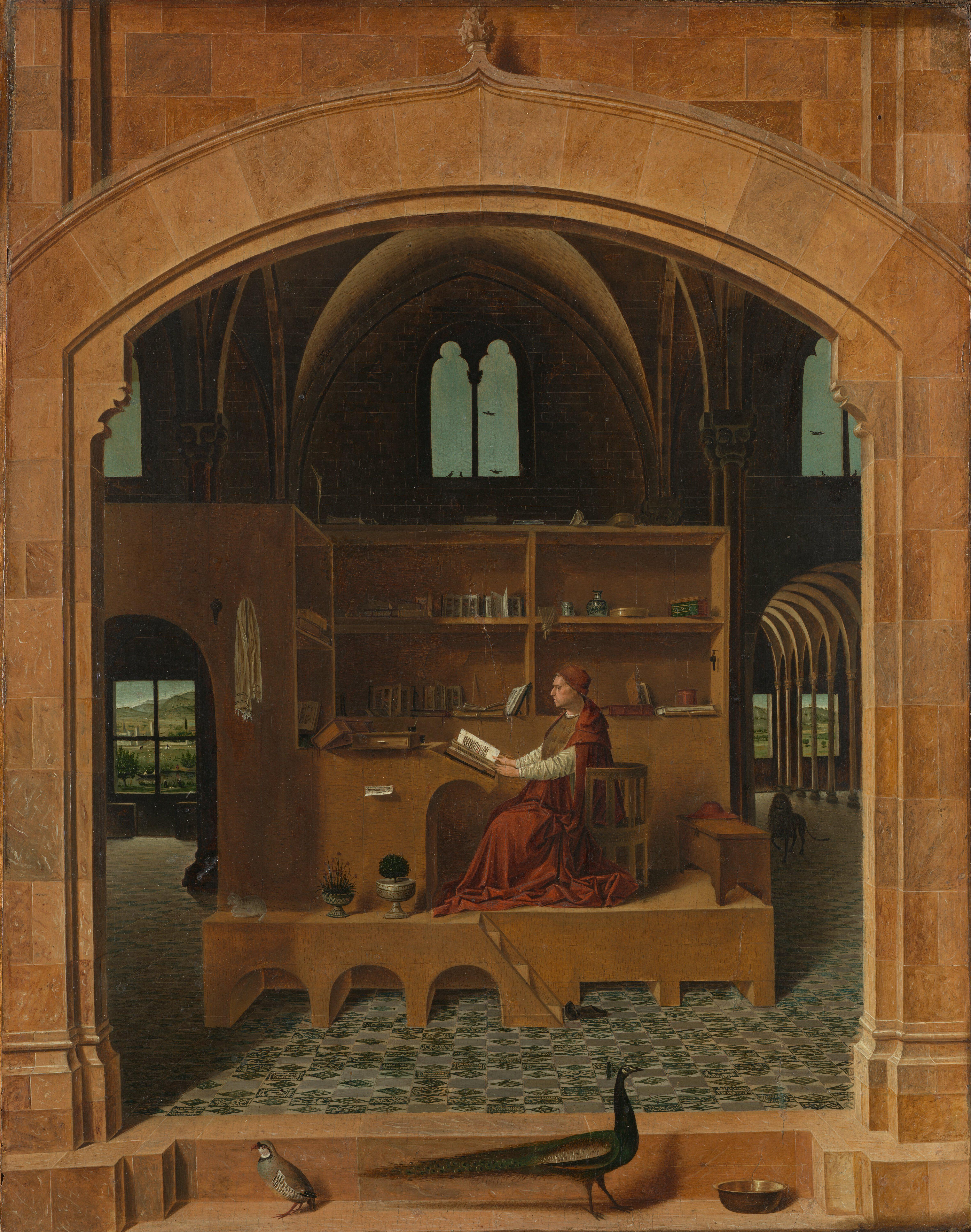
Antonello da Messina, San Jerónimo en su estudio.

También en la pintura el acercamiento a los estilos renacentistas fue gradual y se percibe completamente en el mayor maestro de la Italia meridional del siglo xv, Antonello da Messina, que se formó también en Nápoles, junto a Colantonio. Sus primeras obras, como el Salvator mundi, muestran una adhesión a los estilos flamenco-borgoñones, sobre todo en cuanto a la iconografía, a la técnica de ejecución y a los tipos físicos de los personajes, mientras que son típicamente italianos la impostación monumental de las figuras y los valores espaciales. Gradualmente Antonello se acercó a las investigaciones espaciales y luminosas de Piero della Francesca, además de las investigaciones de los pintores flamencos, como Jan van Eyck y el contemporáneo Petrus Christus. De los flamencos importó a Italia la tipología de los retratos de tres cuartos, en lugar de los de perfil, acentuando al mismo tiempo las componentes psicológicas y humanas de los retratados. El mejor ejemplo de esta extraordinaria síntesis entre diferentes escuelas pictóricas fue quizá el San Jerónimo en su estudio, pintado en Sicilia, donde a la riqueza flamenca de detalles y a la multiplicación de las fuentes de luz añadió, además de la interpretación humanista del tema con el santo representado como un estudioso, una compleja construcción espacial, con un arco que hace de intermediario entre el espectador y el santo. La luz que entra desde la ventana en primer plano sigue las líneas de la perspectiva, permitiendo la medición del espacio y haciendo converger la atención hacia el núcleo del cuadro.
Entre las últimas obras producidas dentro de las fronteras del reino aragonés está también la Anunciación de Palermo, donde puede verse una extraordinaria síntesis entre geometría y naturalismo, con un uso muy suave de la luz. A continuación Antonello, gracias a sus viajes, difundió sus conquistas en la península, sobre todo en Venecia, donde la confrontación con Giovanni Bellini estuvo en el origen de una renovación de la pintura de temas religiosos. En Venecia el ejemplo de síntesis formal y de «aglutinante» luminoso fue comprendido y desarrollado, mientras que en Nápoles y en Sicilia hubo una secuela del artista con su hijo Jacobello y los artistas locales.

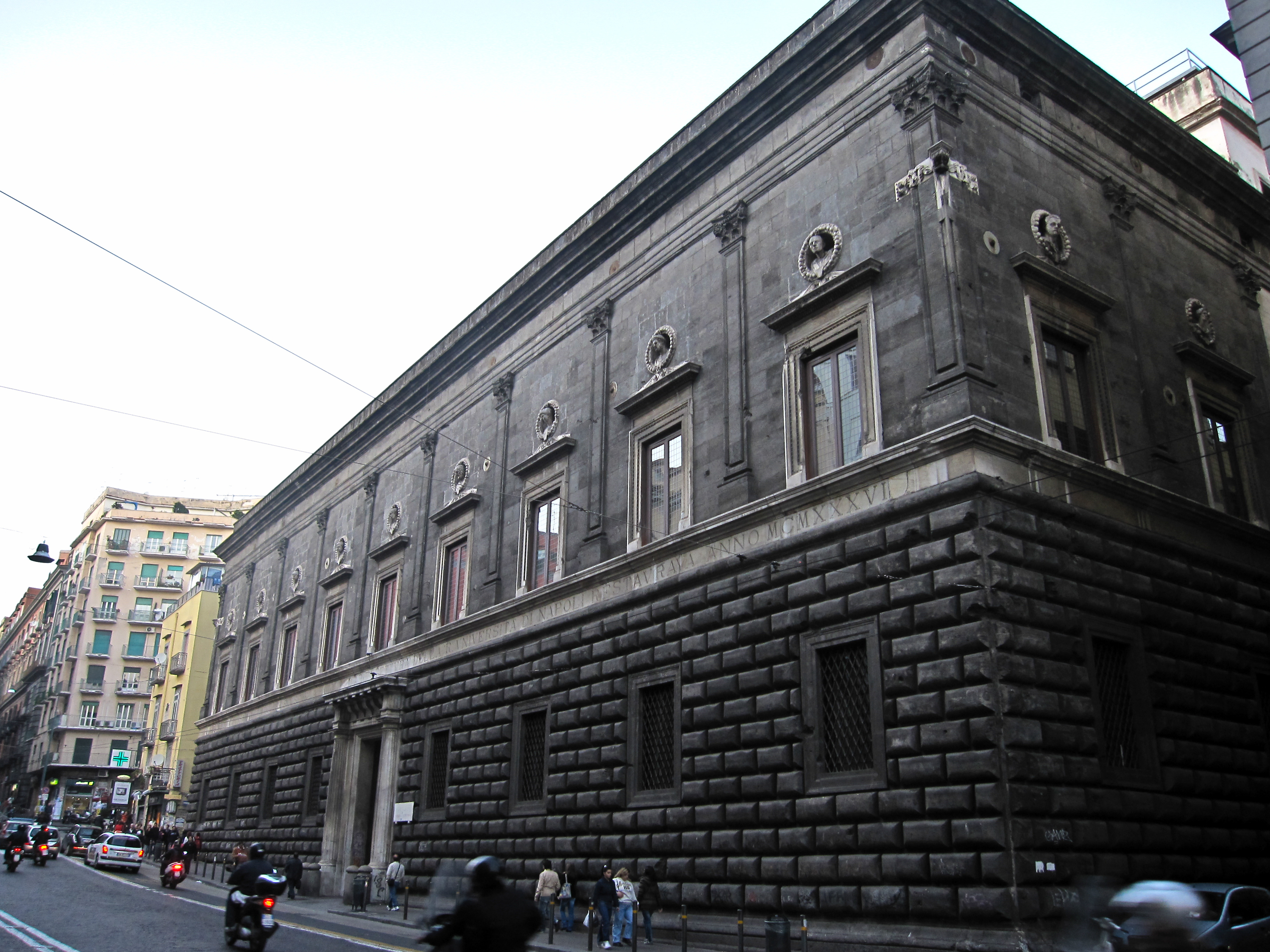
Palazzo Gravina, Nápoles.

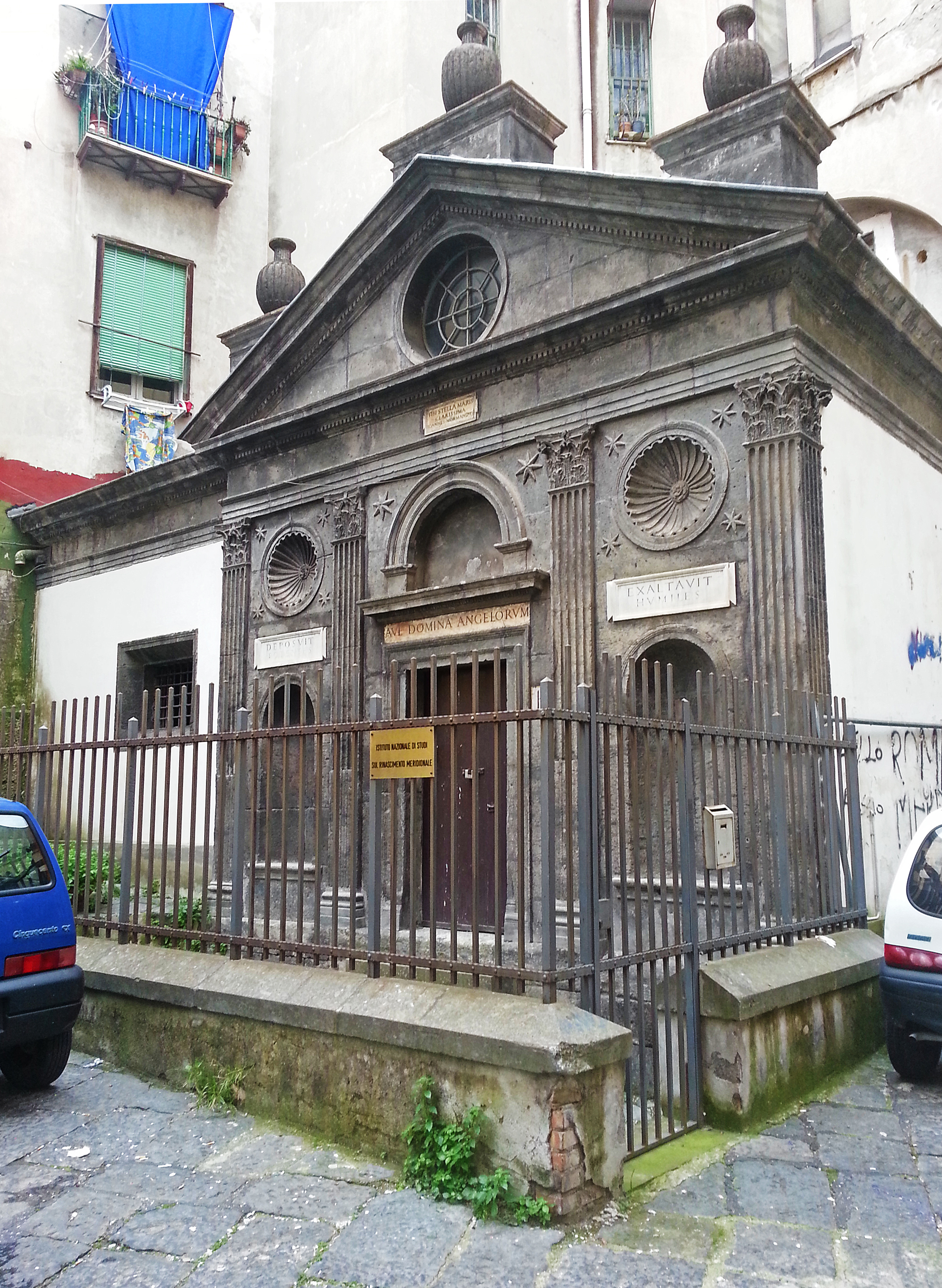
Iglesia de Santa Maria della Stella alle Paparelle (1519).

## ElsigloXVI

### El primer cuarto
El primer cuarto del siglo xvi vio a arquitectos con varias formaciones culturales comprometidos para renovar el aspecto de la capital. Novello da San Lucano, que fue discípulo de Angelo Aniello Fiore, se desplazó a Roma para estudiar la arquitectura antigua y poder proporcionar mejor sus obras, diseñando a su vuelta la fachada del entonces Palazzo Sanseverino (posterior iglesia del Gesù Nuovo), donde usó por primera vez el almohadillado a «punta de diamante» de piperno.
Gabriele d'Agnolo concibió en el Palazzo Gravina la realización de un palacio nobiliario según los dictámenes del clasicismo romano: suyos son también el Palazzo Carafa di Nocera y la reedificación en estilo renacentista de la iglesia de Santa Maria Egiziaca all'Olmo. Giovanni Francesco Mormando proyectó y reconstruyó varios edificios de la ciudad, inspirándose en la arquitectura clásica y en Leon Battista Alberti. Su alumno Giovanni Francesco di Palma contribuyó a la finalización de las obras del maestro que se habían quedado incompletas.
Mientras aumentaban las realizaciones renacentistas en la ciudad, continuaban llegando arquitectos de formación ajena a la local como en el caso de la capilla Caracciolo di Vico en la iglesia de San Giovanni a Carbonara, de un arquitecto de la escuela de Bramante. La capilla del Succorpo en la catedral podría haber sido diseñada, según algunas fuentes, por el propio Bramante o por el lombardo Tommaso Malvito.
En la segunda década del siglo llegó a la ciudad también Romolo Balsimelli, al que le encargaron la realización de la iglesia de Santa Caterina a Formiello, donde usó una planta innovadora, con forma de una cruz inscrita en un cuadrilátero, para mantener unas dimensiones contenidas. Desde la cercana Nola llegó Giovanni Merliano, antiguo estudioso en Roma de la escultura y de la arquitectura clásica, que proyectó como arquitecto dos palacios de estilo romano pero con fuertes influencias meridionales.

### El segundo cuarto
En el segundo cuarto del siglo Ferdinando Manlio destacó por la realización de la basílica de la Santissima Annunziata Maggiore y, junto con Giovanni Benincasa, transformó el Castel Capuano en tribunal. De estos dos arquitectos es también el plan urbanístico de la Via Toledo y de los Quartieri Spagnoli, encargado por el virrey Pedro de Toledo, que permitió la expansión de la ciudad hacia la colina del Vomero. Mientras tanto, tras la Contrarreforma se realizaron edificios religiosos de nave única y sin transeptos que sobresalen, tomando como modelo la iglesia de Santa Caterina a Formiello.

### La última mitad

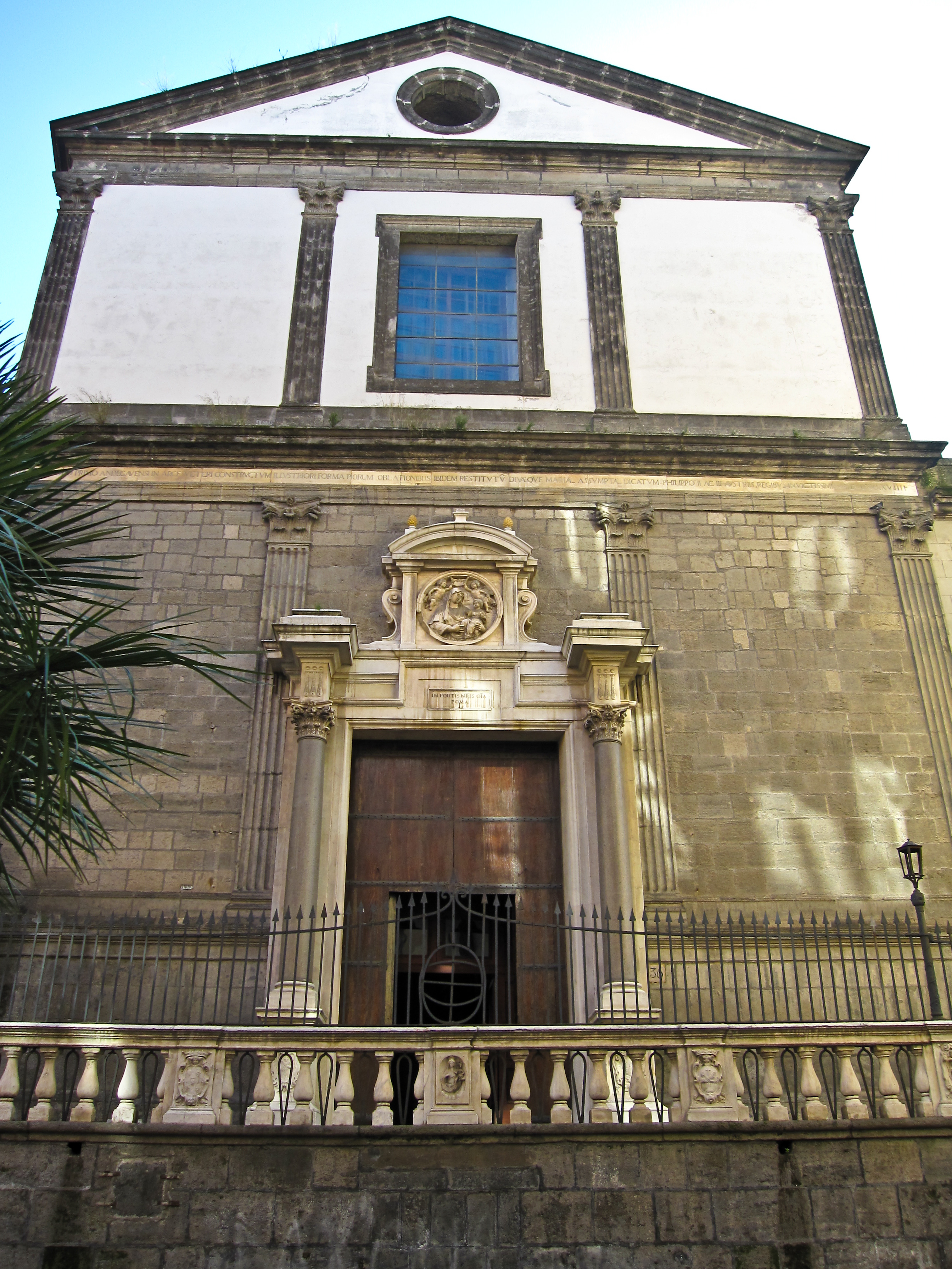
Iglesia de Santa Maria la Nova.

A partir de 1550 la arquitectura puramente renacentista cayó a un segundo plano con la llegada del manierismo. Continuaron de todos modos las obras de los edificios del centro histórico iniciadas en los cincuenta años precedentes, como la iglesia del Gesù delle Monache, cuya fachada recuerda un arco de triunfo. En esta época en la arquitectura civil se desarrolló el uso de decoraciones de mármol blanco en contraste con el piperno.
Hacia finales del siglo la arquitectura se enriqueció con influencias clásicas traídas por los arquitectos Domenico Fontana, Giovanni Antonio Dosio y Gian Battista Cavagni. La última obra renacentista se puede considerar la reelaboración sobre el proyecto de Giovanni Cola di Franco de la iglesia de Santa Maria la Nova.